# محامي خلع (فلم)
محامي خلع فيلم كوميدي مصري للمخرج محمد ياسين من إنتاج عام 2002. وهو أول فيلم يخرجه محمد ياسين.

## قصة الفيلم
تدور أحداث الفيلم حول سيدة ثرية، تملك شركة مصانع للأزياء الجاهزة، تطلب الخلع من زوجها بعد ثلاثة شهور من الزواج لأنه يشخر أثناء نومه، يتولى محامي تحت التمرين قضيتها مع زميلته المحامية، ولأن مبرر السيدة الثرية غير مقنع، تبدأ ألاعيب المحامي للبحث عن سبب وجيه للحصول على حكم الطلاق لموكلته، ويختار أن يكون السبب أن الزوج لا يعرف التعامل مع زوجته جنسيا، وتمضي الأحداث ويقع المحامي في حب موكلته. بينما الزميلة المحامية التي تحبه تحاول أن تسترده من هذه الموكلة المدللة، فتقنع الزوج بأن يتزوج وأن تشهد زوجته الجديدة في المحكمة بقدراته. فيستغل المحامي شهادة الزوجة الجديدة وينجح في خلع موكلته الثرية، وعندما تذهب معه إلى بلده للتعرف على أهله تصطدم بعاداتهم وتقاليدهم ويقرر عدم الزواج منها.

## بطولة
| - هاني رمزي: بدر النواساني - علا غانم: مها - داليا البحيري: رشا الورداني - حسن حسني: العمدة عبد الرحيم - والد بدر - وحيد سيف: فؤاد عسكر | - حجاج عبد العظيم: المتسول - طارق نصار: سامح العترمي - أنعام سالوسة: والدة بدر - طلعت زكريا: شيخ الخفر الخاص بالعمدة - حنان ترك: ضيفة شرف |

بالاشتراك مع
| - خالد صالح: القاضي - سعيد الصالح: عوض أبو شقفة - رؤوف مصطفى: محامي سامح - رضا إدريس: محضر محكمة - إيناس نور: نانا سكرتيرة سامح وزوجته - يحيى أحمد: صلاح - رفيق نصار: مدير أعمال رشا الورداني - رفاء العويل: صديقة رشا | - سحر كامل: مديرة المنزل - أشرف صالح:البار مان - متولي الضو: رجل المباحث - عبد الناصر إسبانيا: طبيب الإسعاف - شيرين توفيق: السكرتيرة - سحر عبد الحميد:عاملة المصنع - محمود الشنواني:شيخ البلد - صفي الدين محمود:مذيع القرية | - شيماء محمود:موظفة الجيم - اسلام وافي:الحلاق - سمير عبد الرحمن:سائق العمدة - هاني مأمون: أمن المصنع - طارق عبد الناصر: أمن المصنع - صلاح حسني: غفير - إبراهيم عمران: غفير - عصام نعمان: غفير |

## فريق العمل
- إخراج: محمد ياسين
- تأليف: وحيد حامد
- إنتاج: الشركة العربية للإنتاج والتوزيع السينمائي
- توزيع: الشركة العربية للإنتاج والتوزيع السينمائي
- مونتاج: خالد مرعي
- موسيقى: نبيل علي ماهر
- مدير التصوير: أيمن أبو المكارم

## وصلات خارجية
- مقالات تستعمل روابط فنية بلا صلة مع ويكي بيانات

- صفحة الفيلم في قاعدة بيانات الأفلام العربية
- ننشر سكريبت فيلم “محامي خلع” كاملا.. فقط على زائد 18
- فيلم محامي خلع على موقع الحل
- داليا البحيري عن فيلم محامي خلع: "القرية كانت في انتظار مشهد ظهوري بالمايوه"